# Harpagomantis tricolor
Espèce
Harpagomantis tricolor est une espèce de mantes de la famille des Galinthiadidae.

## Répartition
Harpagomantis tricolor se rencontre dans l'Écozone afrotropicale, et plus précisément en Afrique Australe où elle est présente en Afrique du Sud, au Botswana, au Eswatini (Swaziland), au Lesotho, au Mozambique, en Namibie et au Zimbabwe.

## Description

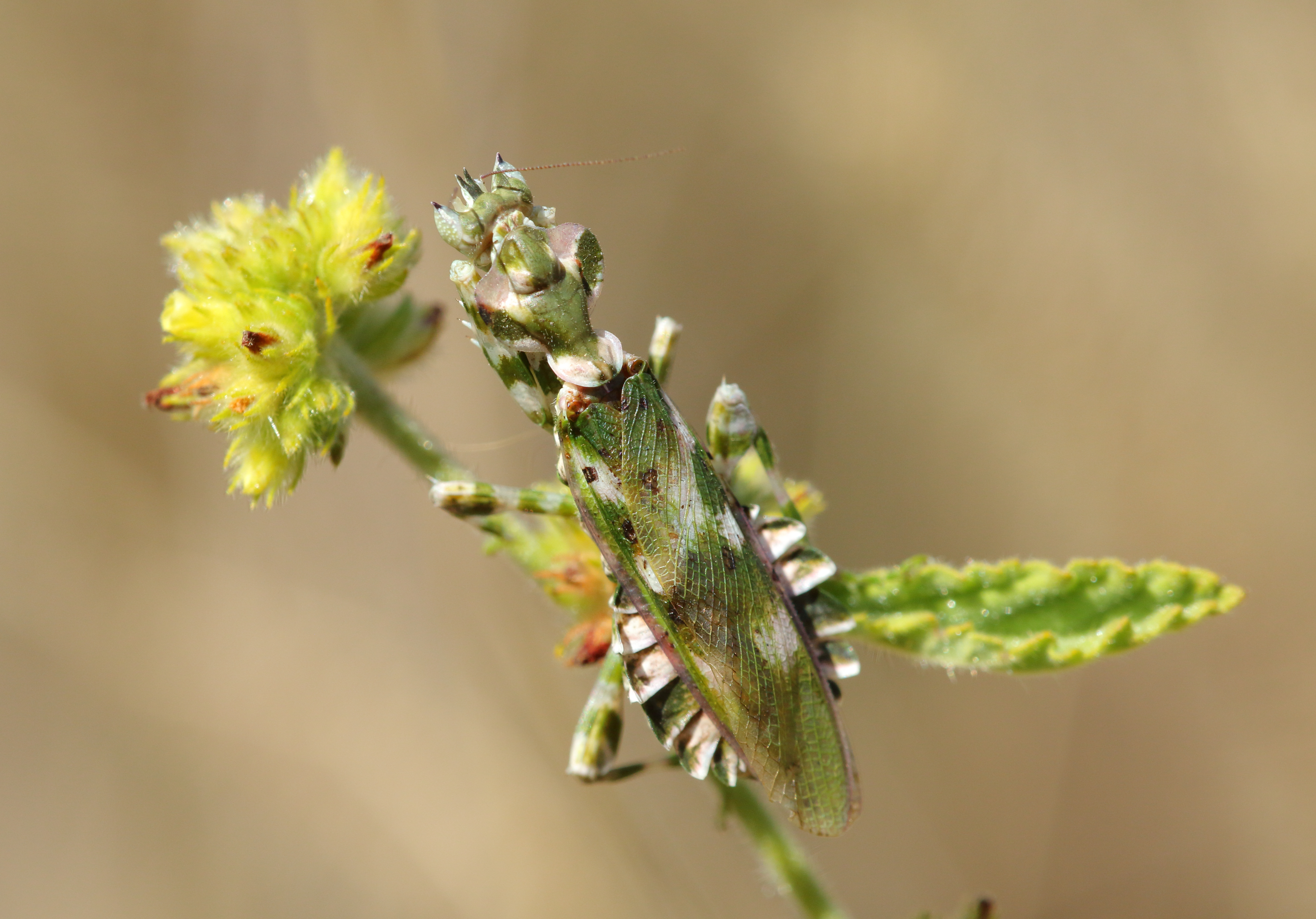
Harpagomantis tricolor

Harpagomantis tricolor est une espèce de « mantes fleurs » de couleur rose avec des bandes vertes et parfois avec des yeux jaunes.

### Dimorphisme sexuel
Les femelles ont des ailes, couvrant à peine l'abdomen, plus petites que chez les mâles où elles dépassent l'abdomen. La femelle présente six segments abdominaux alors qu'il y en a huit chez le mâle.

## Éthologie

### Biotope
Harpagomantis tricolor vit sur des fleurs de prairie où son camouflage lui permet à la fois d'échapper à ses prédateurs et d'attendre immobile ses proies. En Afrique du Sud, elle a été observée dans la végétation du Fynbos et dans les prairies du Highveld ainsi que sur Delairea odorata (Asteraceae).

### Cycle de vie
En captivité, la durée totale du cycle de vie de cette espèce est comprise entre 153 et 230 jours (environ 6 mois). Le cycle comporte cinq stades nymphaux d'une durée totale comprise entre 109 et 171 jours (environ 20 semaines) avec une durée d'environ un mois pour les trois premiers stades et d'environ un mois et demi pour les deux derniers.

### Reproduction

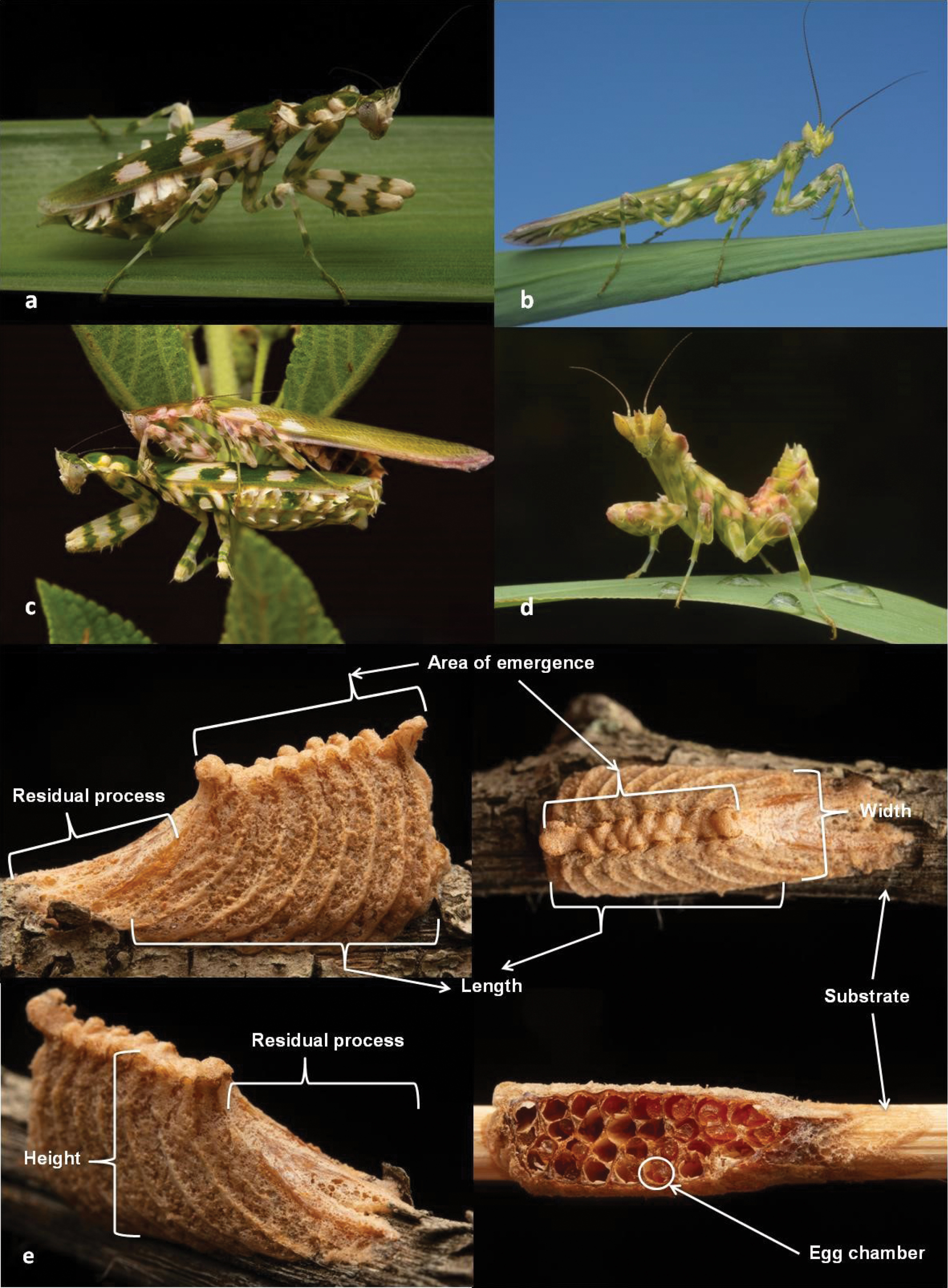
Harpagomantis tricolor : a) Femelle. b) Mâle. c) Accouplement. d) Cinquième stade nymphale. e) Quatre vues détaillant l'oothèque.

En captivité, la durée de l'accouplement est de six heures et l'intervalle entre l'accouplement et la ponte varie de 2 à 21 jours.
L'oothèque de Harpagomantis tricolor n'est pas recouverte de la gaine mousseuse habituelle qui est caractéristique chez certaines espèces de Mantodea. Les oothèques sont généralement petites, de couleur brun clair, de forme presque rectangulaire et légèrement aplaties dorsalement. Le processus résiduel n'est ni allongé ni prolongé en une forme ou en un point quelconque. Dans le cas où les oothèques sont attachées à la tige d'une plante fleurie dans un champ, elles ressemblent à une épine ou à un bourgeon. Les œufs sont disposés en rangées adjacentes de trois à cinq œufs chacune dans des alvéoles. Le processus résiduel ne contient pas d'alvéoles. La longueur de l'oothèque varie de 4 à 12 mm et elle contient de 11 à 24 œufs. La largeur et la hauteur moyenne de l'oothèque est respectivement de 4,37 ± 0,76 mm et de 6,15 ± 0,83 mm. En captivité, la durée d'incubation de l'oothèque est comprise entre 135 et 154 jours (environ 20 semaines) mais il est possible que dans la nature une diapause soit présente pendant l'hiver.

## Nomenclature et systématique
Cette espèce a été décrite en 1758 par le zoologiste suédois Carl von Linné sous le protonyme Grilus Mantis tricolor.
Harpagomantis tricolor a pour synonymes :
- Harpagomantis cornuta Olivier, 1792
- Harpagomantis discolor Stal, 1877
- Harpagomantis lobata Fabricius, 1781
- Harpagomantis paradoxa Goeze, 1778
- Harpagomantis quadricornis Stoll, 1813
- Harpagomantis spinocula Serville, 1839

### Publication originale

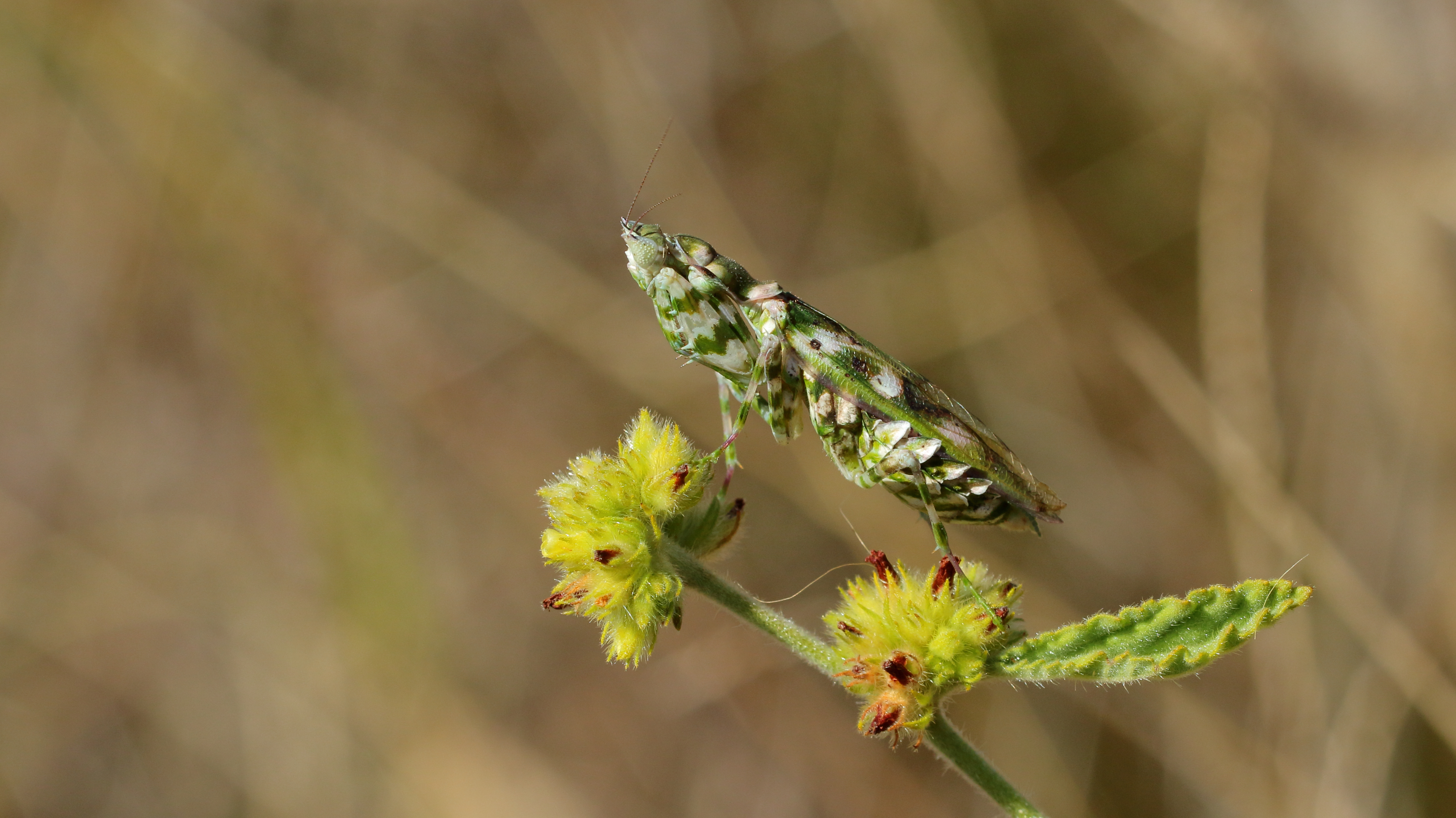
Harpagomantis tricolor

- (la) C. Linnaeus, Insecta Coleoptera. Systema Naturae, 10e édition, 1758, 1, 426. Holmiæ (lire en ligne).